# Ayo Ayoola-Amale
Ayo Ayoola-Amale es una poeta nigeriana, abogada, educadora, conferenciante, y artista de performance de la palabra hablada, cuya voz se celebra por su paz, la armonía, la humanidad, las innovaciones políticas, surrealistas y dinámicas en el lirismo y el sonido visceral.
Trabaja para la paz y el desarme como embajadora para África, al seno de la Global Harmony Asociation.  Es igualmente presidenta y fundadora de Women Internacional League for Peace & Freedom (WILPF) sección Ghana. Nace en 1970 de Jos en Nigeria y reside en Ghana.
Es creadora de la fundación para la poesía Splendors Of Dawn (en francés: Splendeurs de l'aube : Splendores del amanecer). Con el poeta y escritor nigeriano Diego Odoh Okenyodo, cofunda el Premio de poesía en África del Oeste, en 2013, donde es la directora. Es igualmente la organizadora en Ghana de 100 millas poetas para el cambio.